# Some Experiments
Some Experiments – dwupłytowy album Gigiego D’Agostino, wydany 17 marca 2006 roku przez Noise Maker.

## Lista utworów

### CD 1
1. Dottor Dag – „Lo sbaglio (Quaglio Mix)” (4:55)
2. Lento Violento Man – „Gigi's Love” (4:47)
3. La Tana Del Suono – „Raggatanz” (3:26)
4. Dottor Dag – „Luce (Risparmio Mix)” (2:06)
5. Gigi D’Agostino– „Con te partirò (Bozza Grezza)” (5:27)
6. Gigi D’Agostino– „Don't Cry Tonight” (5:35)
7. Il Folklorista – „The Final Countdown” (5:43)
8. Gigi D’Agostino– „Thank You For All” (2:40)
9. Gigi D’Agostino– „The Way (Gigi Live 2005)” (4:20)
10. Gigi D’Agostino– „La Passion Medley With Rectangle (Gigi Live 2005)” (4:54)
11. Gigi D’Agostino– „Ancora insieme” (4:21)
12. Dance'N'Roll – „Stay (Gigi Dag From Beyond)” (6:17)
13. Il Folklorista – „Those Were The Days (Su le mano)” (5:23)
14. Love Transistor – „Hold On” (2:53)
15. Tocco Scuro – „Cold Wind (Gigi D’AgostinoDark)” (4:20)
16. Gigi D’Agostino– „Again” (4:42)
17. Love Transistor – „Wherever” (3:46)
18. Noise Of Love – „The Only One” (4:03)

### CD 2
1. Gigi D’Agostino– „I Wonder Why (Non giochiamo F.M.)” (2:58)
2. Dottor Dag – „Lo sbaglio (Quaglio Tanz)” (4:16)
3. Lento Violento Man – „Rugiada” (4:27)
4. Officina Emotiva – „Natural (Solo musica)” (2:54)
5. Dottor Dag – „Luce (Spreco Mix)” (3:12)
6. Lento Violento Man – „Pigia pigia” (3:36)
7. Gigi D’Agostino– „Don't Cry Tonight (Gigi & Luca Tanz)” (5:23)
8. Orchestra Maldestra – „Tecno Uonz (Gigi Uonz)” (3:46)
9. Gigi D’Agostino– „Semplicemente (Legna Mix)” (3:40)
10. Lento Violento Man – „Tresca losca” (4:20)
11. Dottor Dag – „Non giochiamo” (4:38)
12. Lento Violento Man – „Manovella (Demo scemo)” (4:09)
13. Uomo Suono – „Unilaterale (Ambientale)” (5:08)
14. Uomo Suono – „Mas Fuerte” (6:41)
15. Orchestra Maldestra – „Tecno Uonz (Mondello & D’Agostino Tanz F.M.)” (3:34)
16. Gigi D’Agostino– „Pensando” (3:25)
17. Gigi D’Agostino– „Semplicemente (Non giochiamo)” (4:35)
18. Onironauti – „Raggi di sole” (4:19)
19. Onironauti – „Rodamón” (4:02)

## Pozycje na listach przebojów
| Kraj    | Lista (2006)   | Pozycja |
| ------- | -------------- | ------- |
| Włochy  | Albums Top 100 | 19      |
| Austria | Alben Top 75   | 45      |